# Pinehurst (Idaho)
Pour les articles homonymes, voir Pinehurst.
Pinehurst est une ville américaine située dans le comté de Shoshone en Idaho.
Selon le recensement de 2010, Pinehurst compte 1 619 habitants. La municipalité s'étend alors sur 1,05 mille carré (2,72 km2).